# Cerianthus

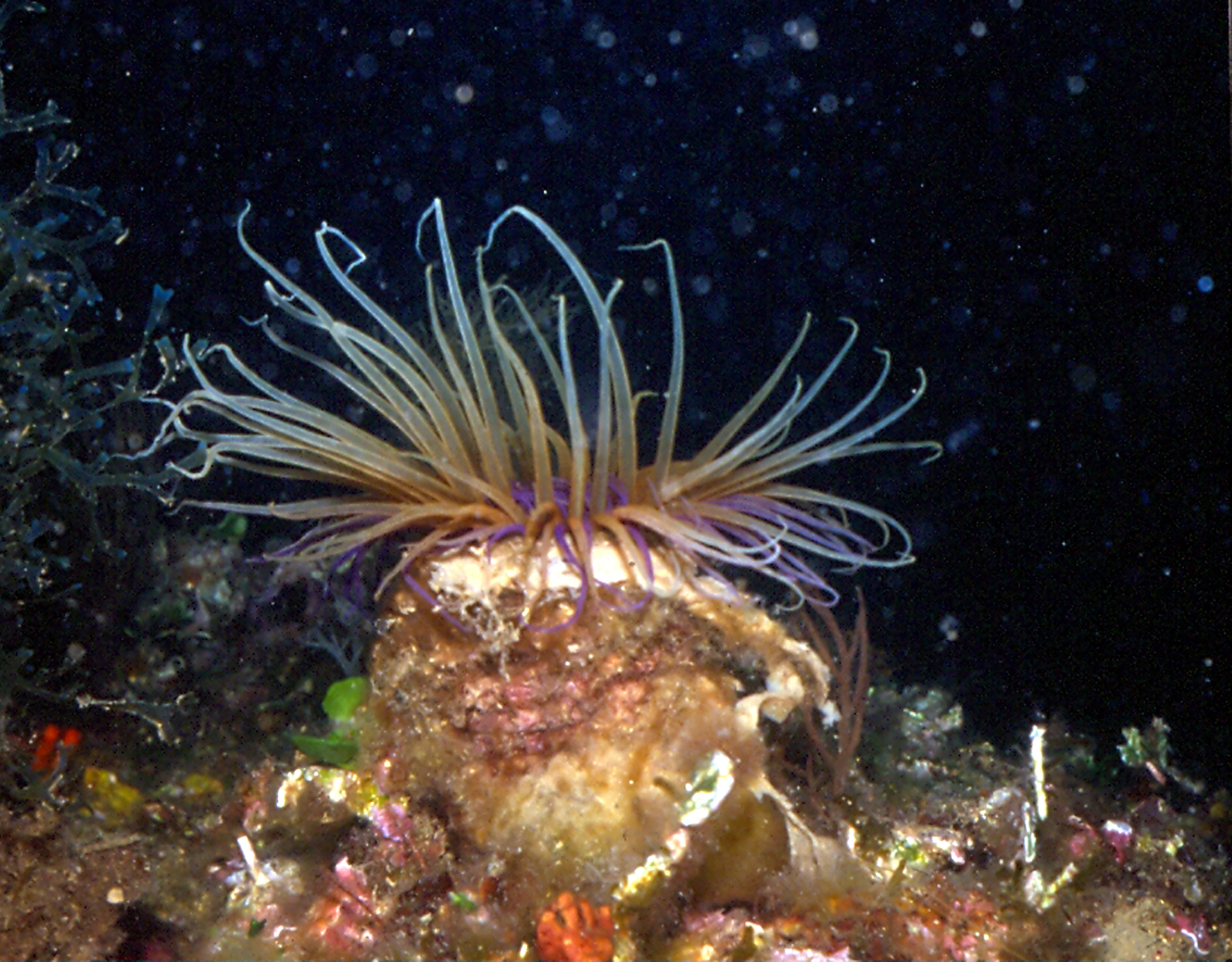
Tubo recubierto de un Cerianthus membranaceus

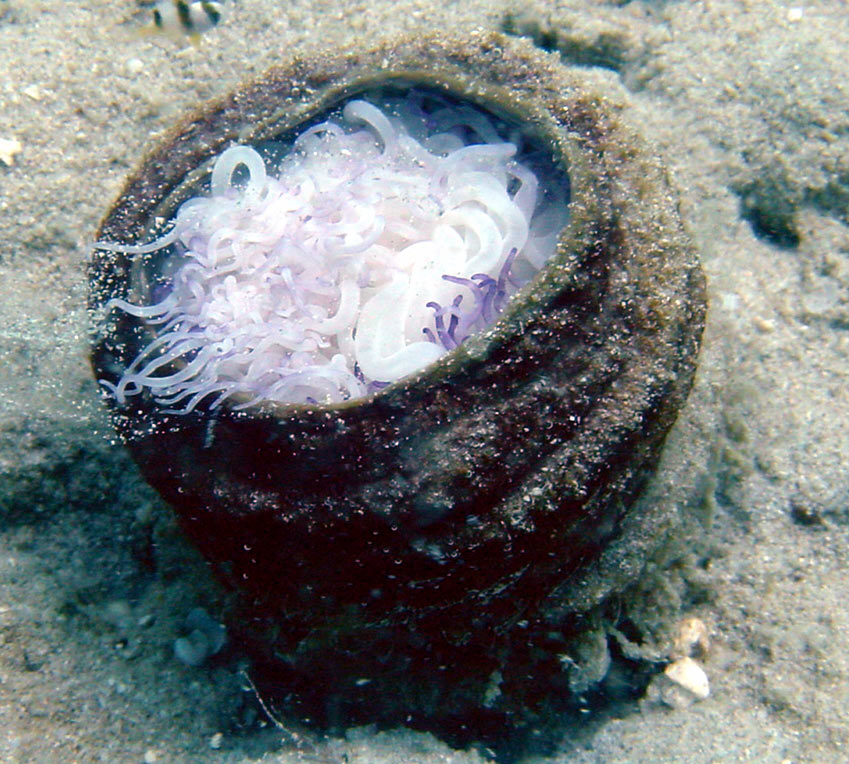
Cerianthus retraído en su tubo

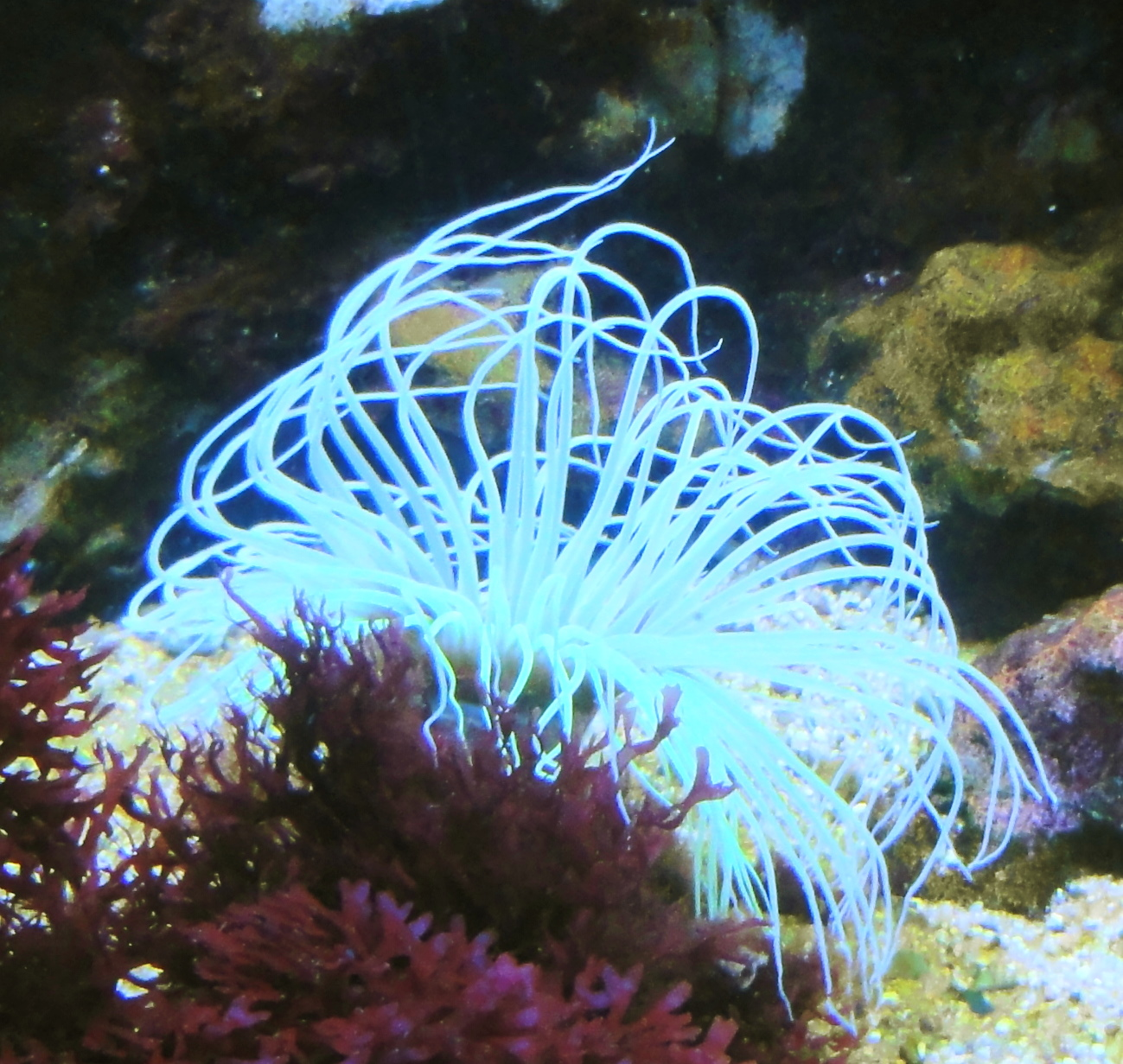
Tentáculos fluorescentes de un Cerianthus membranaceus

Cerianthus es un género de hexacorales marinos que pertenecen a la familia Cerianthidae, dentro de la clase Anthozoa. 
Su aspecto es similar a las anémonas marinas, por lo que su nombre común es anémona tubo. 
Carecen de disco pedal, siendo puntiagudo el extremo inferior de su elástico cuerpo, que, mediante presión hidrostática se ensancha en forma de bulbo. Con estos movimientos, consigue enterrarse en sustratos blandos y anclarse, o desaparecer ante algún peligro. 

## Especies
Se reconocen las siguientes especies según el Registro Mundial de Especies Marinas:
- Cerianthus andamanensis. Alcock, 1893 (taxon inquirendum)
- Cerianthus bathymetricus. Mosley, 1877
- Cerianthus brachysoma. Cerfontaine, 1891 (taxon inquirendum)
- Cerianthus brasiliensis. Mello-Leitão, 1919
- Cerianthus filiformis. Carlgren, 1924
- Cerianthus incertus. Carlgren, 1932
- Cerianthus japonicus. Carlgren, 1924
- Cerianthus lloydii. Gosse, 1859
- Cerianthus malakhovi. Molodtsova, 2001
- Cerianthus medusula. (Klunzinger, 1877)
- Cerianthus membranaceus. (Spallanzani, 1784)
- Cerianthus mortenseni. Carlgren, 1924
- Cerianthus natans. Verrill, 1901
- Cerianthus orientalis. Verrill, 1866 (taxon inquirendum)
- Cerianthus profundus. Andrès, 1881 (taxon inquirendum)
- Cerianthus punctatus. Uchida, 1979
- Cerianthus roulei. Carlgren, 1912
- Cerianthus stimpsonii Verrill, 1866
- Cerianthus sulcatus. Kwietniewski, 1898
- Cerianthus taedus. McMurrich, 1910
- Cerianthus tenebrarum. Alcock, 1893 (taxon inquirendum)
- Cerianthus valdiviae. Carlgren, 1912
- Cerianthus vas. McMurrich, 1893
- Cerianthus vermicularis. (Forbes in Johnston, 1847) (taxon inquirendum)
- Cerianthus vogti. Danielssen, 1890

## Morfología
El cuerpo de estos cnidarios está formado por una especie de bolsa, que se presenta introducida en un tubo formado por mucosas excretadas y que el animal va construyendo, con una cavidad central que hace las veces de boca y órgano excretor. El tubo y los tentáculos cuentan con un tipo de nematocistos, llamados cnidocitos, que le protegen de ataques y le sirven para inmovilizar a sus presas. 
En la parte superior del animal, que es la visible, cuenta con dos coronas de tentáculos no retraibles, entre 150 y 200, rodeando la boca. La corona exterior presenta tentáculos mucho más largos que la interior, y a veces, de color diferente. Los tentáculos permanecen extendidos salvo que se le moleste o las condiciones del agua o iluminación no sean correctas. Los tentáculos interiores los utiliza para manipular sus presas hacia la boca.
No tienen aparato circulatorio ni nervioso, las propias células se encargan individualmente de tomar el oxígeno que precisan para su supervivencia. Tampoco tienen zooxantelas.
Los colores pueden ser blancos, amarillos, marrones, verdes, azules, violáceos, naranjas o rosas. Y en ocasiones son fluorescentes.

## Reproducción
Se reproducen sexualmente, nunca por gemación o bipartición. Son hermafroditas, y producen óvulos y espermatozoides, evitando así la autofecundación. Tras la fecundación, las larvas plánulas presentan un primer estado denominado “cerinula” en el que ya aparecen claramente diferenciadas una cavidad gástrica, un orificio anal/bucal y numerosos tentáculos.

## Hábitat
Su distribución geográfica comprende todos los océanos y rangos de temperatura, desde el Ártico al Antártico, así como con especies de aguas tropicales y templadas.
Se ubican en las zonas protegidas de fuertes corrientes y en aguas ricas en plancton. Al no ser fotosintéticos pueden encontrarse a grandes profundidades, donde no llega luz.

## Alimentación
Su dieta está compuesta fundamentalmente por crustáceos de pequeño tamaño, peces y larvas de plancton, los cuales son capturados de las corrientes marinas. Primeramente, por los tentáculos largos, los cuales rebuscan por los alrededores del sustrato, para ir posteriormente a los tentáculos pequeños del centro, donde las partículas alimenticias son “degustadas” por células quimiorreceptoras, para, finalmente, ser introducidas en el orificio oral.

## Mantenimiento
Se debe contar con un sustrato arenoso de unos 12 cm de profundidad, en el que se hará un hoyo para situarlo. Tras su instalación en el acuario pueden pasar algunos días hasta que muestre los tentáculos completamente extendidos.
Son adecuados alimentos congelados como artemia, kril o larva roja de mosquito, también se le pueden ofrecer trozos de gamba cruda o trozos de mejillón semi hervido.
La corriente debe ser suave y la iluminación es indiferente, al no poseer zooxantelas.
Conviene dejar espacio a su alrededor, para evitar que pueda dañar corales con sus tentáculos urticantes. Se debe evitar la convivencia con especies de peces lentos, como los caballitos de mar, peces pipa, etc., porque acabarán siendo sus presas.